# Joseph Storrs Fry II
Joseph Storrs Fry (6 de agosto de 1826- 7 de julio de 1913), industrial y filántropo británico, fue director de la empresa chocolatera familiar de Bristol J. S. Fry & Sons.

## Semblanza
Fry asumió el control de la compañía como su presidente en 1878. Durante su gestión transformó un negocio con 56 personas en una fábrica que empleaba a 3000 trabajadores, situada en la calle Union de Bristol.
Nunca se casó, y su fortuna fue mayoritariamente heredada por sus 37 sobrinos y sobrinas (aun así, entre otros legados repartió 42.000 libras entre los empleados con más de 5 años de servicio). El control de la empresa familiar pasó por varias manos, con unos propietarios no siempre de acuerdo, lo que propició la fusión con Cadbury en 1919.
Joseph Storrs Fry también fue secretario de la Sociedad Religiosa de los Amigos de Londres en sus reuniones anuales durante los períodos 1870–1875 y 1881–1889.